# Фицкларенс, Джеффри, 5-й граф Манстер
Джеффри Уильям Ричард Хью Фицкларенс (англ. Geoffrey William Richard Hugh FitzClarence; 17 февраля 1906 — 26 августа 1975) — британский аристократ и консервативный политик, 5-й граф Манстер, 5-й виконт Фицкларенс и 5-й барон Тьюксбери с 1928 года.

## Предыстория
Родился 17 февраля 1906 года. Единственный сын майора достопочтенного Гарольда Эдварда Фицкларенса (1870—1926), седьмого сына Уильяма Фицларенса, 2-го графа Манстера, и его жены Фрэнсис Изабель Элеонор (урожденной Кеппель) (1874—1951), чей дед по отцовской линии, преподобный Уильям Арнольд Уолпол Кеппель (1804—1888), был правнуком по мужской линии Виллема ван Кеппеля, 2-го графа Альбемарла. 2-й граф Манстер был сыном Джорджа Фицкларенса, 1-го графа Манстера, старшего внебрачного ребенка короля Великобритании Вильгельма IV и его любовницы Дороти Джордан.
Джеффри Фицкларенс получил образование в школе Чартерхаус.

## Политическая карьера
Джеффри после смерти дяди унаследовал титулы графа Манстера, виконта Фицкларенса и барона Тьюксбери в 1928 году, заняв свое место на скамьях консерваторов в Палате лордов. В 1934 году он был назначен лордом в ожидании (правительственный кнут в Палате лордов) в Национальном правительстве Рамсея Макдональда; эту должность он занимал до 1938 года, последние три года при премьер-министрах Стэнли Болдуине и Невилле Чемберлене. В июне 1938 года Невилл Чемберлен назначил Манстера генеральным казначеем; эту должность он занимал до января 1939 года, когда был назначен заместителем военного министра. Он оставался на этом посту до сентября 1939 года.
Граф Манстер вернулся в правительство в январе 1943 года, когда Уинстон Черчилль назначил его заместителем министра по делам Индии и Бирмы; эту должность он занимал до октября 1944 года, а затем до июля 1945 года,  когда лейбористы пришли к власти, был парламентским заместителя министра внутренних дел. Когда Уинстон Черчилль во второй раз стал премьер-министром в 1951 году, граф Манстер был назначен заместителем министра по делам колоний; на этой должности он оставался до 1954 года, а затем до 1957 года был министром без портфеля. В 1954 году он был включён в Тайный совет Великобритании.

## Награды
Помимо своей политической карьеры, лорд Манстер также был лордом-наместником Суррея с 1957 по 1973 год. В 1957 году он был произведен в рыцари-командоры Ордена Британской империи (KBE).

## Личная жизнь
9 июля 1928 года лорд Манстер женился на Хилари Уилсон (1903—1979), дочери Эдварда Кеннета Уилсона и Аделы Мэри Хэкет. Лорд Манстер умер в августе 1975 года в возрасте 69 лет, и его титулы унаследовал его троюродный брат Эдвард Чарльз Фицкларенс, 6-й граф Манстер.
Хилари, леди Манстер, была опытной музыкантшей, которая в 1958 году основала музыкальный фонд графини Манстер; она умерла в 1979 году, как и ее муж, в Сэндхиллсе, Блетчингли. Ее имущество было передано на завещание в размере 799 392 фунтов стерлингов (что эквивалентно 4 100 000 фунтов стерлингов в 2019 году). Дом, площадь которого в то время составляла более 10 акров, был построен в 1893 году Мервином Макартни в стиле свободного тюдоровского стиля и защищен законодательством Великобритании со списком II класса.